# Stazione di Bruno
La stazione di Bruno è una fermata ferroviaria posta sulla linea Alessandria-Cavallermaggiore. Serve il centro abitato di Bruno.
Attualmente è inutilizzata dal 2012 in seguito alla sospensione del traffico sulla tratta ferroviaria.
In passato era presente un binario di raddoppio, successivamente eliminato con conseguente trasformazione in fermata.